# 张克礼
张克礼（?—?），唐朝官员，奚族。易定节度使张孝忠之孙，张茂昭之子。唐顺宗的驸马。
贞元七年（791年）三月，张孝忠去世，其父张茂昭继任义武军节度使。唐顺宗的女儿襄阳公主下嫁张克礼。张克礼拜为驸马都尉。唐穆宗长庆年间，襄阳公主与薛枢、薛浑、李元本私通，张克礼向唐穆宗告发其奸情，唐穆宗召襄阳公主入宫软禁在西内太极宫，将薛枢、薛浑、李元本流放。唐敬宗宝历二年（826年）二月，因张克礼和襄阳公主的儿子求情，敬宗下诏放襄阳公主回家。